# Zenvo ST1
La Zenvo ST1 est une supercar, premier modèle du constructeur automobile danois Zenvo, mise sur le marché le 1er mai 2009.

## Fiche technique
Projet lancé en 2004, la Zenvo ST1 se positionne au niveau de la Bugatti Veyron et la Pagani Zonda S. La ST1 est dotée d'un moteur V8 turbocompressé de 6,8 litres développant jusqu'à 1 104 chevaux à 6 900 tr/min, pour un couple de 1 430 N m à 4 500 tr/min. Ce moteur est une version modifiée du V8 LS7 de la Chevrolet Corvette C6 Z06. Elle offre trois modes de conduite : « Wet » (650 ch), « Sport » (850 ch)  « Race » (1 104 ch). Sa vitesse de pointe est limitée électroniquement à 375 km/h. La Zenvo ST1 possède un système anti-blocage des roues ainsi qu'un correcteur électronique de trajectoire (actif uniquement en mode « Wet »). Le châssis monocoque est réalisé en aluminium (les bâtis avant et arrière sont en acier). La carrosserie est entièrement conçue en fibre de carbone.

## Problèmes de conception
La Zenvo ST1 a connu des problèmes de conception. Lors de l'enregistrement de l'émission Top Gear (épisode 3 de la saison 21), l'embrayage et les freins arrière ne fonctionnaient pas correctement. Après avoir été réparée par son constructeur, la voiture a pris feu lors d'un autre enregistrement à la suite du mauvais fonctionnement d'un ventilateur de radiateur. Zenvo a blâmé des pièces défectueuses dans un courrier en assurant tester dorénavant tous les ventilateurs montés sur leurs voitures.

## Prix de vente
À sa mise sur le marché, la Zenvo ST1 affiche en concession un prix de 892 500 €.